# بريان بريسي
بريان بريسي (بالإنجليزية: Bryan Bracey)‏ مواليد 5 أغسطس 1978 في شيكاغو، هو لاعب كرة سلة أمريكي سابق. بدأ مسيرته الاحترافية في سنة 2001. يبلغ طوله 6 قدم 7 بوصة (2.0 م). اعتزل اللعب في 2011.

## المسيرة الاحترافية
لعب مع إس إس فليتشي سكاندون في الدوري الإيطالي في سنة 2002، ثم لعب مع سي بي مورسيا في الدوري الإسباني في سنة 2004، ثم لعب مع زينيت سانت بطرسبرغ في الدوري الروسي في سنة 2005، ثم لعب مع سكافاتي باسكت في موسم 2006–2007.

## روابط خارجية
- بريان بريسي على موقع الدوري الإسباني لكرة السلة (الإسبانية)
- بريان بريسي على موقع كرة السلة الأوروبية.كوم (الإنجليزية)
- بريان بريسي على موقع كلية كرة السلة في سبورتس رفرنس.كوم (الإنجليزية)
- بريان بريسي على موقع ريلجم (الإنجليزية)
- بريان بريسي على موقع بروبوليرز (الإنجليزية)
- بريان بريسي على موقع سبورتس رفرنس (الإنجليزية)
- بريان بريسي على موقع سبورتس رفرنس (الإنجليزية)